# Siêu cúp Anh 2016
Siêu cúp Anh 2016 (với tên gọi tiếng Anh: 2016 FA Community Shield được tài trợ bởi McDonald) được diễn ra lần thứ 94 của Siêu cúp Anh, là trận đấu bóng đá diễn ra giữa nhà vô địch Giải bóng đá Ngoại hạng Anh đó là Leicester City và nhà vô địch Cúp FA đó là Manchester United ở mùa bóng 2015/16. Nó được xem là trận đấu khai màn mùa giải EPL mới bắt đầu. Manchester United giành chiến thắng trận đấu với tỷ số 2–1 trên Sân Wembley bằng pha lập công của Jesse Lingard và Zlatan Ibrahimovic, bàn còn lại được ghi bởi tiền đạo Leicester City Jamie Vardy.

## Trước trận đấu
Leicester City đủ điều kiện tham dự trận tranh cúp này bởi họ là nhà vô địch Premier League 2015–16. Họ chính thức trở thành nhà vô địch sau khi đối thủ cạnh tranh trực tiếp khi đó là Tottenham Hotspur bị Chelsea cầm hòa với tỷ số 2–2 trên sân Stamford Bridge vào ngày 2 tháng 5 năm 2016. Đây là lần thứ 2, đội bóng này tham dự trận Siêu cúp Anh khi đó với tên gọi FA Charity năm 1971. Ở trận đấu Siêu cúp Anh 1971, họ đã đánh bại Liverpool với tỷ số 1–0.
Manchester United đủ điều kiện tham dự trận tranh cúp này bởi họ là nhà vô địch Cúp FA 2015–16. Họ đã đánh bại Crystal Palace trong trận chung kết Cúp FA vào ngày 21 tháng 5 năm 2016 và qua đó thiết lập kỷ lục số lần vô địch với 12 lần (cùng với Arsenal). Họ tham dự trận đấu Siêu Cúp Anh đây là lần thứ 30 trong lịch sử của đội bóng và đã vô địch kỷ lục 20 lần.
Huấn luyện viên José Mourinho của Manchester United đã tham dự trận Siêu cúp Anh 2 năm liên tiếp trước đó cùng với Chelsea ở trận tranh Siêu cúp Anh 2015.

## Trận đấu

### Diễn biến chính
| Leicester City | 1–2      | Manchester United             |
| -------------- | -------- | ----------------------------- |
| Vardy 52'      | Chi tiết | Lingard 32' · Ibrahimović 83' |

| Leicester City | Manchester United |

| TM               | 1  | Kasper Schmeichel |     |     |
| HVP              | 17 | Danny Simpson     | 40' | 63' |
| TrV              | 6  | Robert Huth       |     | 89' |
| TrV              | 5  | Wes Morgan (c)    |     |     |
| HVT              | 28 | Christian Fuchs   |     | 80' |
| TVP              | 26 | Riyad Mahrez      |     |     |
| TVG              | 10 | Andy King         | 55' | 62' |
| TVG              | 4  | Danny Drinkwater  |     |     |
| TVT              | 11 | Marc Albrighton   |     | 46' |
| TĐ               | 20 | Okazaki Shinji    |     | 46' |
| TĐ               | 9  | Jamie Vardy       | 75' |     |
| Dự bị:           |    |                   |     |     |
| TM               | 21 | Ron-Robert Zieler |     |     |
| HV               | 2  | Luis Hernández    |     | 63' |
| HV               | 15 | Jeffrey Schlupp   |     | 80' |
| TV               | 22 | Demarai Gray      |     | 46' |
| TV               | 24 | Nampalys Mendy    |     | 62' |
| TĐ               | 7  | Ahmed Musa        |     | 46' |
| TĐ               | 23 | Leonardo Ulloa    |     | 89' |
| Huấn luyện viên: |    |                   |     |     |
| Claudio Ranieri  |    |                   |     |     |

| TM               | 1  | David de Gea        |     |           |
| HVP              | 25 | Antonio Valencia    |     |           |
| TrV              | 3  | Eric Bailly         | 71' |           |
| TrV              | 17 | Daley Blind         |     |           |
| HVT              | 23 | Luke Shaw           |     | 69'       |
| TVG              | 16 | Michael Carrick     |     | 61'       |
| TVG              | 27 | Marouane Fellaini   |     |           |
| CP               | 14 | Jesse Lingard       |     | 63'       |
| TVC              | 10 | Wayne Rooney (c)    |     | 87'       |
| CT               | 11 | Anthony Martial     |     | 70'       |
| TĐ               | 9  | Zlatan Ibrahimović  |     |           |
| Dự bị:           |    |                     |     |           |
| TM               | 20 | Sergio Romero       |     |           |
| HV               | 5  | Marcos Rojo         |     | 69'       |
| TV               | 8  | Juan Mata           |     | 63' 90+3' |
| TV               | 21 | Ander Herrera       |     | 61'       |
| TV               | 22 | Henrikh Mkhitaryan  |     | 90+3'     |
| TV               | 28 | Morgan Schneiderlin |     | 87'       |
| TĐ               | 19 | Marcus Rashford     |     | 70'       |
| Huấn luyện viên: |    |                     |     |           |
| José Mourinho    |    |                     |     |           |

| Cầu thủ xuất sắc nhất trận đấu: Eric Bailly (Manchester United) Danh sách trợ lý trọng tài: Stephen Child (Kent) Lee Betts (Norfolk) Trọng tài thứ tư: Bobby Madley (Tây Yorkshire) | Điều lệ trận đấu - 90 phút. - Penalty nếu tỷ số hòa. - 7 cầu thủ dự bị, nhiều nhất 6 quyền thay người. |

### Thông số trận đấu
| Thống kê                   | Leicester City | Manchester United |
| -------------------------- | -------------- | ----------------- |
| Bàn thắng                  | 1              | 2                 |
| Tỷ lệ kiểm soát bóng       | 41%            | 59%               |
| Số cú sút                  | 12             | 10                |
| Số cú sút trúng đích       | 2              | 6                 |
| Số cú sút không trúng đích | 6              | 3                 |
| Số pha cứu thua            | 4              | 1                 |
| Phạt góc                   | 5              | 2                 |
| Phạm lỗi                   | 10             | 10                |
| Việt vị                    | 1              | 4                 |
| Thẻ vàng                   | 3              | 1                 |
| Thẻ đỏ                     | 0              | 0                 |
| Nguồn tham khảo:           |                |                   |